# Sandro Kirtzel

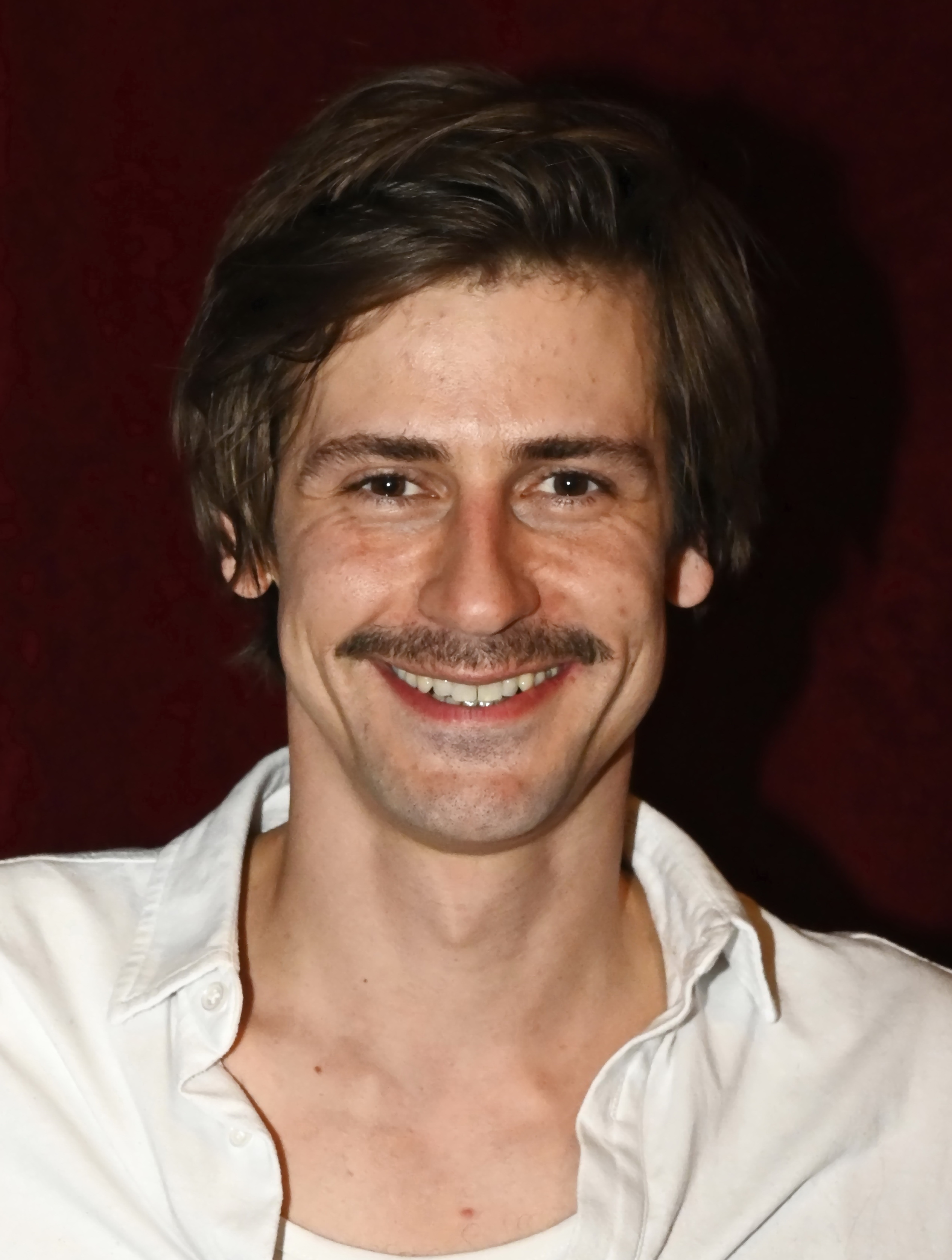
Sandro Kirtzel (2021)

Sandro Kirtzel (* 15. August 1990 in Gräfelfing) ist ein deutscher Schauspieler.

## Leben
Kirtzel absolvierte seine Schauspielausbildung von September 2014 bis Juni 2017 an der Schauspielschule Zerboni. 2016 gewann er mit dem Stück Haltung den MAX Preis, den Wettbewerb der privaten Schauspielschulen in München.
Neben Theaterengagements war Kirtzel in Nebenrollen in den Krimiserien Die Rosenheim-Cops und Tatsache Mord zu sehen. 2017 trat er als Episodendarsteller in den Familienserien Dahoam is Dahoam und Um Himmels Willen auf.
Von Dezember 2017 (Folge 2824) bis Oktober 2020 (Folge 3460) war Kirtzel in der Rolle des Paul Lindbergh in der ARD-Telenovela Sturm der Liebe zu sehen. Von  November 2021 (Folge 3713) war er erneut in der Telenovela zu sehen und bildete zusammen mit Lena Conzendorf das Protagonistenpaar der 18. Staffel (von  Folge 3730 bis 3957).
In der Serie Dahoam is Dahoam spielt Kirtzel seit Oktober 2024 (Folge 3447) als Julian Stern eine Nebenrolle.
Kirtzel lebt in München.

## Filmografie
- 2016: Die Rosenheim-Cops (Fernsehserie, 1 Folge)
- 2016: Tatsache Mord (Fernsehserie, 1 Folge)
- 2017, 2024–2025: Dahoam is Dahoam (Fernsehserie)
- 2017: Um Himmels Willen (Fernsehserie, 1 Folge)
- 2017–2020, 2021–2023: Sturm der Liebe (Fernsehserie, 882 Folgen)
- 2018: Die Montagsmaler (Fernsehsendung)
- 2021: Aktenzeichen XY … ungelöst (Fernsehreihe, 1 Folge)
- 2021: Memory (Kurzfilm)
- 2022: Neu geboren (Kurzfilm)
- 2023: geht schon... (Kurzfilm)
- 2023: Life Bites
- 2023: Der Weg zurück
- 2024: Der Deserteur

## Bühne

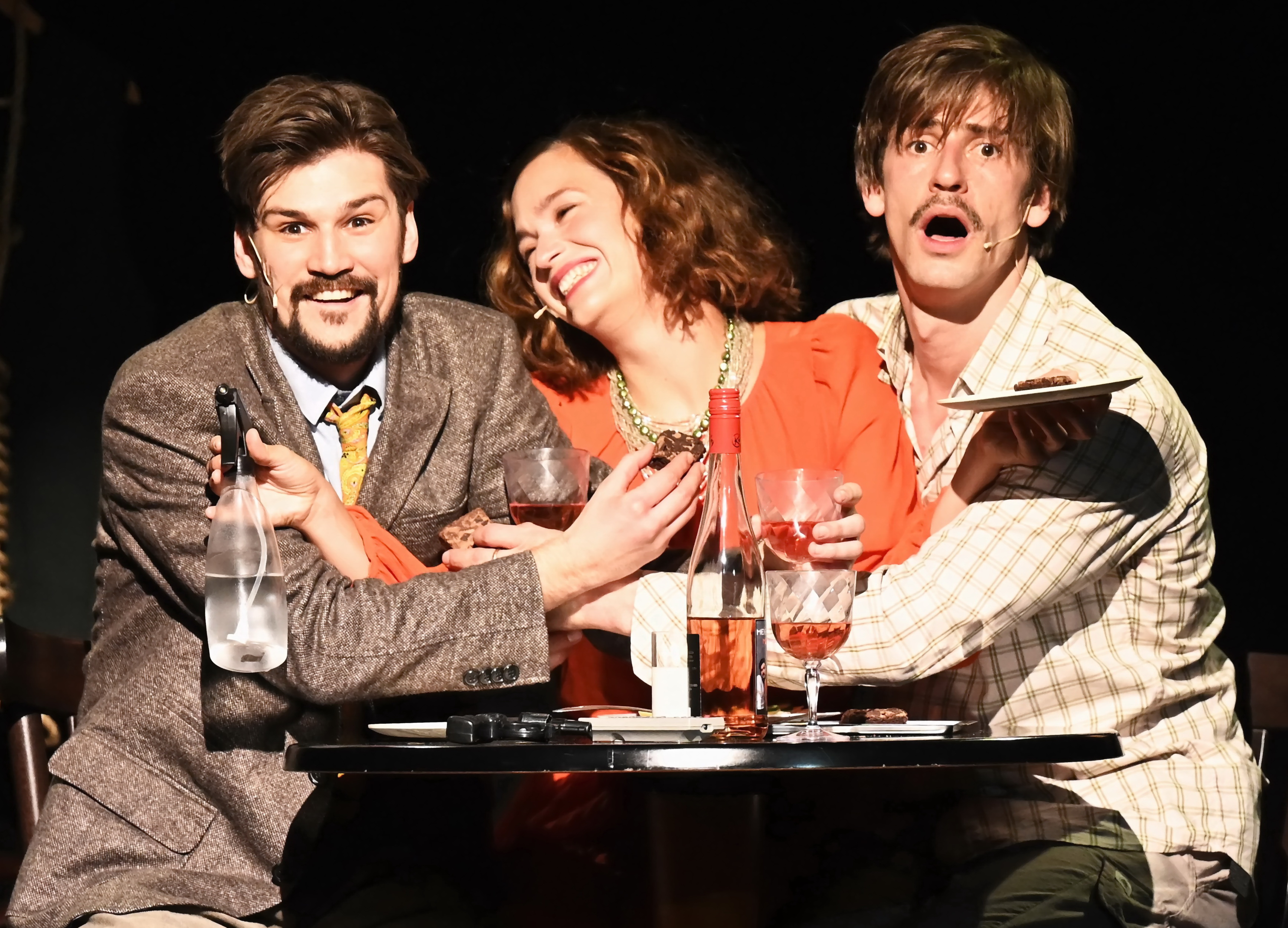
MEIER MÜLLER SCHULZ mit Max Beier, Uta Kargel und Sandro Kirtzel

- 2020–2023: Kasimir und Kaukasus!, Theater Drehleier, München
- 2021: MEIER MÜLLER SCHULZ oder Nie wieder einsam von Marc Becker, Theater Drehleier, München
- 2023: Zur Hölle mit den anderen von Nicole Armbruster, Theater Drehleier, München
- 2023: Im Schnee wird nur dem Tod nicht kalt von Jörg Maurer, verschiedene Theater (Tournee)